# Franz Eduard Kühnel
Franz Eduard Kühnel (* 11. Mai 1942 in Wien; † 19. Juli 2019 ebenda) war ein Berufsoffizier des österreichischen Bundesheeres (letzter Dienstgrad General) und  Politiker (ÖVP). Er war von 2003 bis 2010 Mitglied des Österreichischen Bundesrates.

## Ausbildung und Beruf
Kühnel besuchte zwischen 1948 und 1952 die Volksschule und wechselte danach zwischen 1952 und 1953 an eine Hauptschule. Ab 1953 setzte er seine Schulbildung an einer Realschule fort, die er 1960 mit der Matura abschloss. Er leistete von 1960 bis 1961 seinen Präsenzdienst ab und absolvierte zwischen 1961 und 1964 die Theresianische Militärakademie in Wiener Neustadt. 1964 wurde er als Leutnant der Panzertruppe ausgemustert. Er diente in der Folge von 1964 bis 1969 als Panzergrenadier in Götzendorf und besuchte danach von 1969 bis 1970 die Landesverteidigungsakademie, woraufhin er zwischen 1970 und 1981 beim Bundesministerium für Landesverteidigung beschäftigt war. Zudem studierte er ab 1965 Rechtswissenschaften und Volkswirtschaftslehre an der Universität Wien, wobei er 1970 den akademischen Titel Mag. iur. erhielt und 1972 zum Dr. iur. promovierte. Beruflich setzte er seine Laufbahn zwischen 1981 und 1991 beim Heeres-Nachrichtenamt fort und war zuletzt zwischen 1992 und 2002 als Leiter der Gruppe Ergänzungswesen im Bundesministerium für Landesverteidigung tätig, wobei er ab 1994 stellvertretender Sektionsleiter war. Seit 2003 war Kühnel General i. R. Er wurde am Hütteldorfer Friedhof bestattet.

## Politik
Kühnel engagierte sich ab 1983 als Bezirksrat der Österreichischen Volkspartei im 1. Wiener Gemeindebezirk Innere Stadt und war von 1996 bis 2004 Klubobmann der ÖVP Bezirksvertretung. Innerparteilich wirkte er zwischen 1988 und 1997 als Bezirksobmann des ÖAAB Wien-Innere Stadt und ab 1997 als Bezirksparteiobmann der ÖVP Innere Stadt. Zudem vertrat er die Österreichische Volkspartei vom 5. März 2003 bis zum 24. November 2010 im Bundesrat und hatte von 2003 bis 2010 die Funktion eines Ordners inne. Ab 2008 war er zudem Mitglied der österreichischen Delegation zur Parlamentarischen Versammlung des Europarates.

## Auszeichnungen
- Großes Silbernes Ehrenzeichen für Verdienste um die Republik Österreich
- Großes Ehrenzeichen für Verdienste um die Republik Österreich
- Goldenes Ehrenzeichen für Verdienste um das Land Wien